# Unabhängigkeitsdenkmal der Ukraine
Koordinaten: 50° 26′ 58″ N, 30° 31′ 31″ O

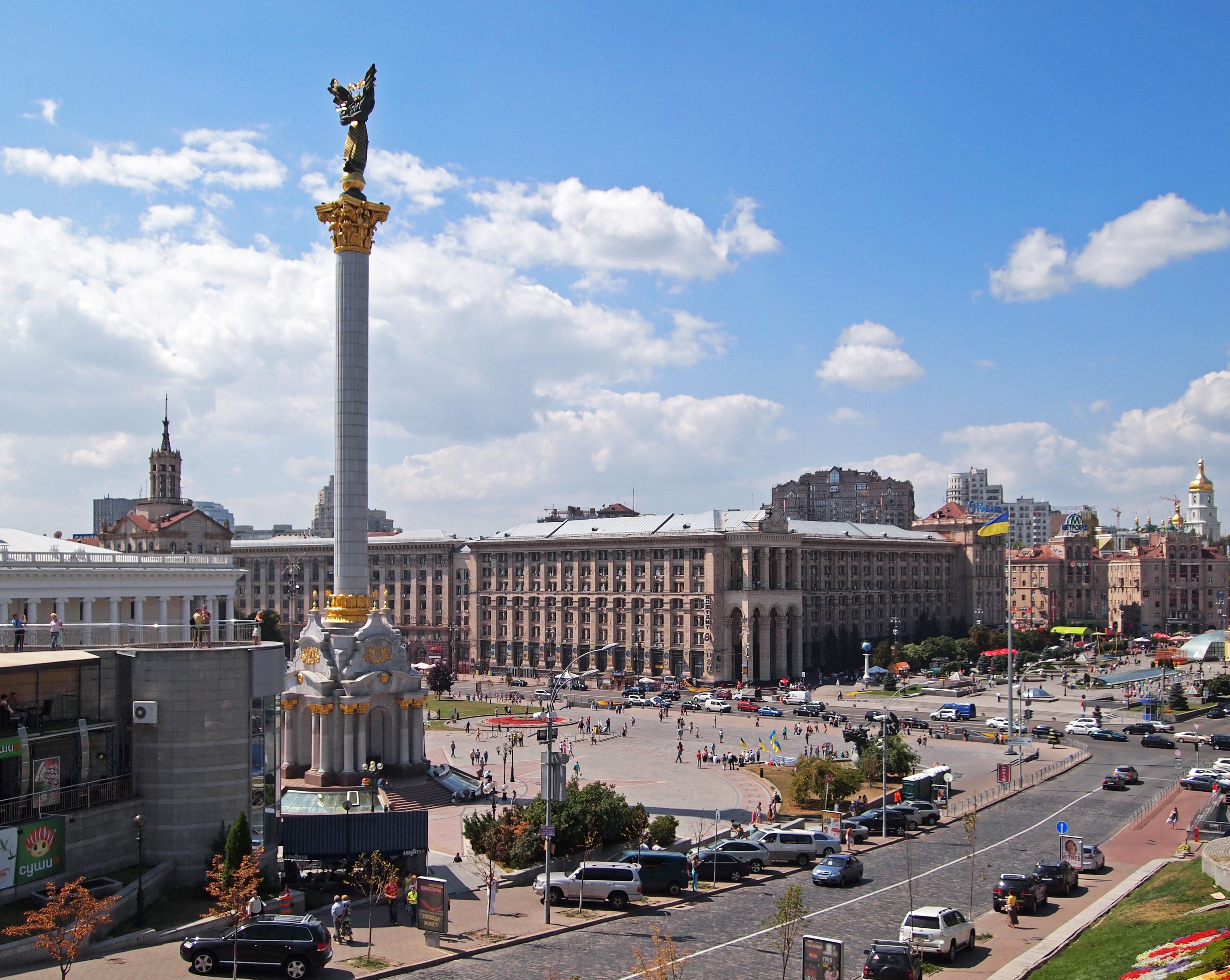
Unabhängigkeitsdenkmal der Ukraine auf dem Majdan Nesaleschnosti

Das Unabhängigkeitsdenkmal der Ukraine (ukrainisch Монумент Незалежності) ist ein der Unabhängigkeit der Ukraine gewidmetes Denkmal auf dem Majdan Nesaleschnosti in Kiew.

## Bau und Bedeutung
Das im Jahr 2001 zum 10. Jahrestag der Unabhängigkeit der Ukraine an Stelle des 1991 demontierten Denkmals der Großen Sozialistischen Oktoberrevolution errichtete Denkmal in Säulenform ist stilistisch eine Mischung aus ukrainischem Barock und Empire.
Es ist, zusammen mit dem es umgebenden Platz, eine der größten Sehenswürdigkeiten der Stadt Kiew und der Ukraine.
Die Höhe des Denkmals beträgt insgesamt 63 Meter, wovon 38 Meter auf die weiße, mit italienischem Marmor verkleidete korinthische Säule entfallen. Die Säule hat einen Durchmesser von 2,20 Meter und steht auf einem 10,8 × 10,8 Meter großen Triumphbogen-Sockel aus weißem kanadischem Granit. Sie wird von einer 6 Meter hohen Statue, die auf einer Erdkugel steht, gekrönt.
Um das Denkmal vor Naturkatastrophen wie Stürmen und Erdbeben zu schützen, wurde ein 500 kg schweres Tilgerpendel installiert, das auftretende Vibrationen dämpfen soll.

### Statue
Die vom Bildhauer Anatolij Kuschtsch geschaffene Statue ist eine teilweise vergoldete Gussbronzeskulptur von etwa 20 Tonnen Gewicht und besitzt eine gehaltvolle Symbolik:
Die Frauenfigur stellt eine Berehynja (Берегиня, weibliche Figur der slawischen Mythologie) in ukrainischer Tracht dar, die einen Kalynazweig (Калина, ebenfalls ein Symbol der Ukraine) über ihrem Kopf hält.
Modell für die Frauenfigur war die Tochter des Bildhauers, die Künstlerin Chrystyna Katrakis. Anatolij Kuschtsch war außerdem Bildhauer des Brunnens der Stadtgründer sowie der Bronzeskulptur des Erzengels Michael auf dem Ljadski-Tor, die beide ebenfalls auf dem Majdan stehen.

## Standort
Das Unabhängigkeitsdenkmal wurde im Stadtzentrum auf dem 70 m Durchmesser großen, südlichen Majdan Nesaleschnosti, dem zentralen Platz der ukrainischen Hauptstadt Kiew, errichtet.